# Назад в будущее (комиксы)
«Назад в будущее» (англ. Back To The Future) — серия комиксов по мотивам одноимённой кинотрилогии, выпускаемых «IDW Publishing» с 2015 года по 2018 года вплоть до окончания лицензионного контракта с «Universal» на использование персонажей.
В России серию из 5 томов, а также кроссовер с «Трансформерами» выпустило «Другое издательство».

## История создания
Релиз IDW Publishing был приурочен к 30-летнему юбилею трилогии 21 октября 2015 года — об этом стало известно на конвенции «San Diego Comic-Con International». Соавтором сюжета выступит сценарист фильмов Боб Гейл. По его словам, мини-серия расскажет истории, которые остались «за кадром» трилогии — знакомство Дока и Марти, работа Эмметта Брауна над Мэнхэттенским проектом и др. Гейл особенно подчёркивает, что эти истории — не продолжение фильмов. События происходят «до и во время» фильмов.
Изначально мини-серия состояла из 4-х выпусков, каждый из которых включал по 2 истории. После выхода 3-го выпуска стало известно, что серия станет ежемесячной, так как комикс оказался популярным. Однако он поменяет формат — начиная с 6-го номера сюжеты растягивался на несколько выпусков.

## Основная серия

### Untold Tales & Alternate Timelines
Аннотация «Другого издательства»: Один из создателей саги «Назад в будущее» Боб Гейл возвращается с абсолютно новыми историями и лихо закрученным сюжетом про путешествия во времени, который сделал «Назад в будущее» бессмертным культурным феноменом! С Дикого Запада прямиком в 1980-е, из 21-го века назад во времена Юрского Периода и в другие эпохи между этими периодами… Док и Марти вместе со своими друзьями и врагами отправляются в приключения эпического масштаба сквозь весь пространственно-временной континуум!
Первый том был выпущен в России компанией «Другое издательство» летом 2017 года благодаря проекту на портале «Boomstarter».
| # | Название                                                              | Дата выхода     | Ссылка |  |
| --- | --------------------------------------------------------------------- | --------------- | ------ |  |
| |                                                                       |                 |        |  |
| 1 | Part 1: «When Marty Met Emmett» & «Looking For A Few Good Scientists» | 21 октября 2015 | Нет    |  |
| Часть 1: История знакомства Марти и Дока в 1982 году. Часть 2: Эмметт Браун работает над Манхэттенским проектом в 1943 году. |                                                                       |                 |        |  |
| |                                                                       |                 |        |  |
| 2 | Part 2: «The Doc Who Never Was» & «Science Project»                   | 11 ноября 2015  | Нет    |  |
| Часть 1: Выясняются обстоятельства пожара, во время которого сгорел особняк Браунов в 1962 году. Часть 2: Док рассказывает Марти, как ему пришло в голову сделать машину времени из ДэЛореана. Действие происходит в 1984 году. |                                                                       |                 |        |  |
| |                                                                       |                 |        |  |
| 3 | Part 3: «In Search Of Calvin Marty Klein» & «Jurassic Biff»           | 16 декабря 2015 | Нет    |  |
| Часть 1: В 1955 году после исчезновения «Кельвина Кляйна» Джордж и Лоррейн обращаются за помощью к Доку. Часть 2: После того, как Бифф угоняет машину времени в 2015 году, он оказывается во времени Юрского периода.           |                                                                       |                 |        |  |
| |                                                                       |                 |        |  |
| 4 | Part 4: «Peer Pressure» & «Emmett Brown Visits The Future»            | 13 января 2016  | Нет    |  |
| Часть 1: Читатели узнают о том, как Марти и Дженнифер стали влюблённой парой в 1984 году. Часть 2: Док отправляется в своё первое путешествие во времени — в 2015 год.                                                          |                                                                       |                 |        |  |
| |                                                                       |                 |        |  |
| 5 | Part 5: Clara’s Story                                                 | 24 февраля 2016 | Нет    |  |
| Финальная часть арки посвящена жене Дока — бывшей школьной учительнице Кларе Клейтон и её любви к науке. |                                                                       |                 |        |  |

### Continuum Conundrum
Аннотация «Другого издательства»: Весна 1986 года. Марти МакФлай тоскует по Доку Брауну, без которого жизнь стала слишком скучной. Все меняется, когда он получает письмо от взволнованной Клары из 1893 года. Док пропал без вести во временном потоке, и только Марти под силу спасти его!
«Другое издательство» продолжило выпуск серии — второй том под названием «Временная головоломка» поступил в продажу 19 апреля 2018 года.
| # | Название                         | Дата выхода     | Ссылка |  |
| --- | -------------------------------- | --------------- | ------ |  |
| |                                  |                 |        |  |
| 6 | Part 1: Continuum Concerns       | 30 марта 2016   | Нет    |  |
| В 1986 году Марти тоскует по Доку. Неожиданно к нему приходит письмо из прошлого от Клары — Док пропал. Марти решает найти пропавшего друга — в этом ему помогает Дженнифер. |                                  |                 |        |  |
| |                                  |                 |        |  |
| 7 | Part 2: Continuum Confusion      | 20 апреля 2016  | Нет    |  |
| Марти и Дженнифер находят Дока в его тайной лаборатории. Однако с учёным что-то не так — он потерял память. Поиски истины приводят Марти и Дженнифер на городскую свалку, где они находят уникальную ретро-машину времени, созданную Доком на Диком Западе.                                        |                                  |                 |        |  |
| |                                  |                 |        |  |
| 8 | Part 3: Continuum Conveyances    | 25 мая 2016     | Нет    |  |
| Марти, Док и Дженнифер пытаются разобраться с прибывшим на городскую свалку Нидлзом — он грозится уничтожить машину времени, созданную Доком. |                                  |                 |        |  |
| |                                  |                 |        |  |
| 9 | Part 4: Continuum Confrontations | 22 июня 2016    | Нет    |  |
| Марти и Док отправляются в 2035 год, где учёного преследует полицейский — повзрослевший Грифф Таннен. |                                  |                 |        |  |
| |                                  |                 |        |  |
| 10 | Part 5: Continuum Confessions    | 13 июля 2016    | Нет    |  |
| Марти и Док пытаются понять, как отделаться от преследования Гриффа. Между тем, к учёному возвращается память — из прошлого он намеревался отправиться в 2015 год, но сбой в машине времени приводит к тому, что учёный оказывается в 2035. Там его принимают за преступника и объявляют в розыск. |                                  |                 |        |  |
| |                                  |                 |        |  |
| 11 | Part 6: Continuum Consequences   | 17 августа 2016 | Нет    |  |
| Док застрял в 2036 года, по пятам следует разъярённый Грифф Таннен. Перед учёным возникает единственная возможность вернуться к своей семье и Кларе в прошлое, но это значит, что профессору придётся бросить Марти в ужасном будущем.                                                             |                                  |                 |        |  |

Йен Каллен — обозреватель портала «SCIFI Pulse» — пишет в своём обзоре: «Рисунки и обложки остаются верны образам персонажей, немного напоминая работу авторов мультсериала „Назад в будущее“, оценив работу художника Марчело Феррейра».

### Who Is Marty McFly?
Аннотация «Другого издательства»: Кто такой Марти Макфлай? Именно этим вопросом задается сам Марти с тех пор, как вернулся из последнего совместного с доком Брауном приключения, потому что его детские воспоминания не совпадают с воспоминаниями его друзей и близких из этой временной линии. Смогут ли Марти и Док разобраться во всем, не нарушив ход времени? И кто этот загадочный «временной друг», который оставил Марти таинственное послание? А еще в сборнике есть очень личная история Нидлза, которая расскажет нам, как он дошел до жизни такой!
«Другое издательство» выпустило в России третий том серии под названием «Кто такой Марти МакФлай?».
| # | Название                   | Дата выхода      | Ссылка |  |
| --- | -------------------------- | ---------------- | ------ |  |
| |                            |                  |        |  |
| 12 | How Needles Got Here       | 28 сентября 2016 | Нет    |  |
| Первый выпуск третьего тома раскрывает подробности биографии Дугласа Джея Нидлза — одного из главных врагов Марти МакФлая. История расскажет, как юноша стал главным задирой Хилл-Вэлли в 1985 году. |                            |                  |        |  |
| |                            |                  |        |  |
| 13 | Who Is Marty McFly? Part 1 | 19 октября 2016  | Нет    |  |
| Марти счастливо живёт в 1986 году, наслаждаясь спокойной жизнью простого американского подростка. Однако он начинает сомневаться в окружающем мире — в его памяти всплывают сцены, о которых никто из окружающих не помнит. В попытках разобраться в происходящем, Марти получает записку от таинственного «друга во времени». |                            |                  |        |  |
| |                            |                  |        |  |
| 14 | Who Is Marty McFly? Part 2 | 9 ноября 2016    | Нет    |  |
| В попытках разобраться в происходящем, Марти встречает другого учёного, работавшего над машиной времени и оказавшегося соперником Дока Брауну — профессора Маркуса Ирвинга. |                            |                  |        |  |
| |                            |                  |        |  |
| 15 | Who Is Marty McFly? Part 3 | 21 декабря 2016  | Нет    |  |
| Прибывший из будущего Док Браун хочет помочь своему другу-подростку, но всё выходит из-под контроля, когда Хилл-Вэлли наводняют новые версии Марти МакФлая… |                            |                  |        |  |
| |                            |                  |        |  |
| 16 | Who Is Marty McFly? Part 4 | 1 февраля 2017   | Нет    |  |
| Марти и Док находят ответы на самые важные вопросы. Вот только как они помогут путешественникам во времени справиться с непростой ситуацией, в которой они оказались? |                            |                  |        |  |
| |                            |                  |        |  |
| 17 | Who Is Marty McFly? Part 5 | 22 февраля 2017  | Нет    |  |
| Слишком много Марти, и только один не исчезнет из действительности. В финале невероятной истории Док и Марти пытаются выбраться из будущего и понять, в какое «настоящее» они должны вернуться. |                            |                  |        |  |

### Hard Time
Аннотация «Другого издательства»: Первым делом после выхода на свободу «Тюряга» Джоуи, дядя Марти, мчится домой, чтобы повидаться с любимым племянником. Но рад ли Марти такому раскладу? Ну, вообще-то, не очень. По правде говоря, Марти даже не знает, за что именно Джоуи угодил за решетку в далеком 1972-м. И когда Марти начинает свое расследование, он выясняет, что док Браун тоже как-то замешан в этом деле. Так что пристегните ремни и приготовьтесь к новому межвременному приключению, где вас ждут уже знакомый профессор Маркус Ирвинг и путешествие в удивительный футуристический мир 2017-го! Авторами являются Боб Гейл, один из создателей и сценаристов оригинальной трилогии, и Джон Барбер, художник — Марсело Феррейра.
«Другое издательство» выпустило в России четвёртый том под заголовком «Трудные времена».
| # | Название               | Дата выхода    | Ссылка |  |
| --- | ---------------------- | -------------- | ------ |  |
| |                        |                |        |  |
| 18 | Stowaway To The Future | 19 апреля 2017 | Нет    |  |
| Забыв о важной дате, Док решает исправить ситуацию с помощью машины времени. В конце концов, что может пойти не так?  |                        |                |        |  |
| |                        |                |        |  |
| 19 | Hard Time, Part 1      | 10 мая 2017    | Нет    |  |
| Секрет Джоуи Бэйнса из прошлого угрожает Марти и Доку в настоящем.                                                    |                        |                |        |  |
| |                        |                |        |  |
| 20 | Hard Time, Part 2      | 14 июня 2017   | Нет    |  |
| Марти и Док отправляются в 1972 год — в день ареста Джоуи Бэйнса в надежде исправить ошибки прошлого.                 |                        |                |        |  |
| |                        |                |        |  |
| 21 | Hard Time, Part 3      | 19 июля 2017   | Нет    |  |
| Пытаясь справиться с навалившимися проблемами, Марти всё глубже и глубже погружается в пучину семейных тайн МакФлаев. |                        |                |        |  |

### Time Served
Аннотация «Другого издательства»: Заключительный том грандиозной серии, продолжающей легендарную кинотрилогию! Отправившись в 1972 год, чтобы выяснить, за что его дядя Джоуи угодил за решетку, Марти Макфлай теряет ДеЛореан и оказывается в ловушке прошлого. Но все становится только хуже, когда восемнадцатилетний Джоуи, сговорившись с Биффом Танненом, решает ограбить дом матери дока Брауна… взяв Марти с собой на дело! Авторами являются Боб Гейл, один из создателей и сценаристов оригинальной трилогии, и Джон Барбер, художники – Марсело Феррейра и Атила Фаббио.
«Другое издательство» выпустило в России пятый том под названием «Время заключения».
| # | Название            | Дата выхода     | Ссылка |  |
| --- | ------------------- | --------------- | ------ |  |
| |                     |                 |        |  |
| 22 | Time Served, Part 1 | 9 августа 2017  | Нет    |  |
| Машина времени пропала, и Марти «застрял» в 1972 году. Бифф объединяется с 18-летним Джоуи, чтобы навредить Эмметту Брауну и его матери.                      |                     |                 |        |  |
| |                     |                 |        |  |
| 23 | Time Served, Part 2 | 11 октября 2017 | Нет    |  |
| Марти, Джоуи и Бифф собираются ограбить мать Дока, а ДэЛореан исчезла без следа.                                                                              |                     |                 |        |  |
| |                     |                 |        |  |
| 24 | Time Served, Part 3 | 25 октября 2017 | Нет    |  |
| Кто преследует Марти и профессора Ирвинга в 1972 году? Куда исчезла машина времени? И какой секрет хранит Док? И, наконец, как всё это изменит будущее Джоуи? |                     |                 |        |  |
| |                     |                 |        |  |
| 25 | Time Served, Part 4 | 13 декабря 2017 | Нет    |  |
| В финале серии Марти узнаёт главный секрет Джоуи, а Док и его семья готовятся к главному путешествию их жизни.                                                |                     |                 |        |  |

## Мини-серии

### Citizen Brown
Первая самостоятельная мини-серия под названием «Citizen Brown» является комикс-адаптацией компьютерной игры Back to the Future: The Game от компании Telltale Games, изданной в 2010—2011 годах по случаю 25-летия кинотрилогии. Каждый выпуск пересказывает события одного из пяти эпизодов игровой серии, однако в сюжете есть много принципиальных различий в действиях героев и появлении новых персонажей. К примеру в игре действие второго эпизода происходит в августе 1931 года. В кинотеатре идёт фильм «Франкенштейн». Однако фильм вышел в прокат лишь 21 ноября. В комиксах действие второго выпуска происходит именно в этот день. В связи с этим в комиксах незначительно меняется хронология событий. Кроме того, в комиксах не появляется пёс по кличке Эйнштейн, поэтому все эпизоды из игры с его участием полностью исключены из сценария комикс-серии.
| # | Название                | Дата выхода      | Ссылка |  |
| --- | ----------------------- | ---------------- | ------ |  |
| |                         |                  |        |  |
| 1 | Part 1, It’s About Time | 11 мая 2016      | [ 10 ] |  |
| Адаптация первого эпизода «It’s About Time». Когда пустая машина времени неожиданно появляется в 1986 году, Марти быстро понимает, что его друг Док Браун попал в неприятности в 1931 году, и ему грозит смертельная опасность. Парень возвращается в прошлое, чтобы спасти учёного.                                                                     |                         |                  |        |  |
| |                         |                  |        |  |
| 2 | Part 2, Get Tannen      | 15 июня 2016     | [ 11 ] |  |
| Адаптация второго эпизода «Get Tannen». Марти удаётся спасти Дока, но теперь жизнь самого юноши висит на волоске. Когда героям кажется, что им удалось вернуть историю в нужное русло, Марти узнаёт, что жизнь его семьи в 1986 году пошла прахом. Док и Марти вынуждены вернуться в 1931 год, чтобы разобраться с «Малышом» Танненом и его гангстерами. |                         |                  |        |  |
| |                         |                  |        |  |
| 3 | Part 3, Citizen Brown   | 20 июля 2016     | [ 12 ] |  |
| Адаптация третьего эпизода «Citizen Brown». Вернувшись из 1931 года один, Марти оказывается в альтернативном утопическом 1986 году, где не узнавший своего друга Док Браун и его жена Эдна Стрикленд — юная журналистка-активистка из 1931-го — оказываются во главе программы, призванной сделать всех жителей Хилл-Вэлли идеальными и послушными.      |                         |                  |        |  |
| |                         |                  |        |  |
| 4 | Part 4, Double Visions  | 24 августа 2016  | [ 13 ] |  |
| Адаптация четвёртого эпизода «Double Visions». Марти готовят к прохождению программы «Гражданин +». С помощью взбунтовавшейся подруги Дженнифер Паркер сбегает из «Института Брауна». Марти возвращается в 1931 год, чтобы понять, где и что пошло не так.                                                                                               |                         |                  |        |  |
| |                         |                  |        |  |
| 5 | Part 5, Outatime        | 28 сентября 2016 | [ 14 ] |  |
| Адаптация пятого эпизода «Outatime». Головокружительные события приводят Марти и Дока в опасную ситуацию — теперь на кону не только жизни главных героев, но и существование всего города Хилл-Вэлли. |                         |                  |        |  |

### Biff To The Future
События серии «Biff To The Future» развиваются в альтернативном 1985 году, показанном в фильме «Назад в будущее 2» — в ней Бифф Таннен становится одним из самых богатых и влиятельных людей Америки после того, как его пожилая версия из 2015 года перемещается в прошлое и отдаёт себе молодому «Спортивный альманах Грейс», в котором собраны результаты всех крупных спортивных матчей за полвека. Сюжет был написан Бобом Гейлом (англ. Bob Gale) и Дереком Фрайдолфсом (англ. Derek Fridolfs). Художник — Алан Робинсон (англ. Alan Robinson).
| # | Название                   | Дата выхода    | Ссылка |  |
| --- | -------------------------- | -------------- | ------ |  |
| |                            |                |        |  |
| 1 | Biff To The Future, Part 1 | 25 января 2017 | [ 15 ] |  |
| История рассказывает о взаимоотношениях Биффа с семьёй МакФлай и его врагом доктором Эмметтом Брауном в самом начале его пути к богатству и власти!                                                                                             |                            |                |        |  |
| |                            |                |        |  |
| 2 | Biff To The Future, Part 2 | 8 марта 2017   | [ 16 ] |  |
| Добившись славы и денег Бифф отправляется в Голливуд, где проводит время среди «сливок кинематографического общества». |                            |                |        |  |
| |                            |                |        |  |
| 3 | Biff To The Future, Part 3 | 29 марта 2017  | [ 17 ] |  |
| Бифф возвращается в родной город, где создаёт империю «Бифф Энтерпрайзес», что приводит к противостоянию с городским комитетом Хилл-Вэлли. |                            |                |        |  |
| |                            |                |        |  |
| 4 | Biff To The Future, Part 4 | 3 мая 2017     | [ 18 ] |  |
| Власть Биффа растёт не по дням, а по часам и начинает распространяться далеко за пределы Хилл-Вэлли… до самого Вашингтона. |                            |                |        |  |
| |                            |                |        |  |
| 5 | Biff To The Future, Part 5 | 31 мая 2017    | [ 19 ] |  |
| Пока Бифф медленно, но верно превращает Хилл-Вэлли в свою личную империю, конфликт миллионера с женой Лоррейн и её детьми всё нарастает. Между тем, учёный Эмметт Браун раскрывает близким друзьям секрет, который поможет спасти родной город. |                            |                |        |  |
| |                            |                |        |  |
| 6 | Biff To The Future, Part 6 | 26 июля 2017   | [ 20 ] |  |
| Док объединяет усилия с МакФлаями, чтобы остановить правление террора Биффа Таннена раз и навсегда. |                            |                |        |  |

### Tales From The Time Train
Серия рассказывает о приключениях в пространстве и времени Дока, Клары и их сыновей — Жюля и Верна после того, как учёный навестил Марти в финальной части кинотрилогии.
| # | Название                                 | Дата выхода     | Ссылка |  |
| --- | ---------------------------------------- | --------------- | ------ |  |
| |                                          |                 |        |  |
| 1 | Welcome To The World Of Tomorrow, Part 1 | 27 декабря 2017 | Нет    |  |
| На дворе 1893 год. Док наконец завершает работу над своим главным проектом — Паровозом времени. Семья Браунов отправляется в путешествие сквозь пространство и время, не подозревая, какие невероятные приключения им предстоит пережить. |                                          |                 |        |  |
| |                                          |                 |        |  |
| 2 | Welcome To The World Of Tomorrow, Part 2 | 7 февраля 2017  | Нет    |  |
| Док Браун с семьёй оказываются на Всемирной ярмарке 1939 года в Нью-Йорке. Там они встречают новых друзей и врагов, у которых свои планы на великого учёного.                                                                             |                                          |                 |        |  |
| |                                          |                 |        |  |
| 3 | Welcome To The World Of Tomorrow, Part 3 | 14 марта 2018   | Нет    |  |
| Немецкие шпионы не спускают глаз с Дока во время Всемирной ярмарке, приняв изобретателя машины времени за Альберта Эйнштейна. |                                          |                 |        |  |
| |                                          |                 |        |  |
| 4 | Welcome To The World Of Tomorrow, Part 4 | 11 апреля 2018  | Нет    |  |
| Собираясь достичь желаемых целей, немецкие шпионы решают заставить Дока работать на себя, угрожая Жюлю и Верну. |                                          |                 |        |  |
| |                                          |                 |        |  |
| 5 | Welcome To The World Of Tomorrow, Part 5 | 25 апреля 2018  | Нет    |  |
| Док и Клара пытаются придумать, как спасти своих сыновей из рук врагов. |                                          |                 |        |  |
| |                                          |                 |        |  |
| 6 | Welcome To The World Of Tomorrow, Part 6 | 30 мая 2018     | Нет    |  |
| В финальной главе истории читателей ждёт воссоединение семьи Браун. |                                          |                 |        |  |

## Издания
| Название                                                       | Дата выхода в США | ISBN       | ISBN           | Дата выхода в России | Ссылка |
| -------------------------------------------------------------- | ----------------- | ---------- | -------------- | -------------------- | ------ |
| Back to the Future, Vol. 1: Untold Tales & Alternate Timelines | 7 июня 2016       | 1631405705 | 978-1631405709 | август 2017          | [ 21 ] |
| Back to the Future, Vol. 2: Continuum Conundrum                | 25 октября 2016   | 1631407279 | 978-1631407277 | 19 апреля 2018       | [ 22 ] |
| Back to the Future: Citizen Brown                              | 27 декабря 2016   | 1631407937 | 978-1631407932 | не издавался         | [ 23 ] |
| Back to the Future, Vol. 3: Who Is Marty McFly?                | 5 июля 2017       | 1631408763 | 978-1631408762 | апрель 2019          | [ 24 ] |
| Back to the Future: Biff to the Future                         | 24 октября 2017   | 1631409743 | 978-1631409745 | не издавался         | [ 25 ] |
| Back to the Future, Vol. 4: Hard Time                          | 14 ноября 2017    | 1684050030 | 978-1684050031 | август 2020          | [ 26 ] |
| Back to the Future, Vol. 5: Time Served                        | 13 февраля 2018   | 1684051177 | 978-1684051175 | сентябрь 2021        | [ 27 ] |
| Back to the Future: Tales From The Time Train                  | 11 сентября 2018  | 1684053137 | 978-1684053131 | не издавался         | [ 28 ] |

## Критика и отзывы
Первая часть серии получила в основном положительные отзывы критиков и читателей. Обозреватель портала «Comics Worth Reading» пишет: «Первый том собрал пять выпусков комиксов, всего 9 историй. Они короткие, яркие и развлекательные, открывая ранее неизвестные истории о любимых персонажах». Джейсон Гросс с «Rediscover The 80s» отметил, что "истории достаточно хороши, чтобы удерживать внимание и желать продолжения после надписи «продолжение следует…». Мария Касакаленда с портала «Big City Bookworm» отметила, что «хотя серия не стала для меня откровением, определённо я получила удовольствие от неё, и каждый фанат трилогии должен обязательно прочесть книгу».
В рецензии на этот же комикс сайта IGN комикс получил положительную оценку, назван интересным, аутентичным и достойным фильма, комикс получил похвалу за участие сценариста оригинального фильма Боба Гейла, который обеспечил соответствие персонажей комиксам персонажам исходных фильмов — «Марти читается как Марти, Док читается как Док». Вердикт: комикс, хоть и не стал полноценным продолжением, на которое надеялись фанаты, тем не менее передаёт дух оригинальной трилогии и рассказывает забавные новые истории..
В рецензии на первый том на сайте CGM рецензентом одним из главных достоинств названо участие Боба Гейла. Положительно были оценены формат антологии, смена художников между историями, а также расширение ролей второстепенных персонажей. Единственным недостатком названо то, что комикс требует обязательно знакомства с трилогией фильмов, сам комикс не содержит описания персонажей или предыстории, и без просмотра фильмов сюжет будет непонятен. Комикс получил оценку 8/10.
В обзоре дебютного выпуска на сайте Al.com автор назвал истории на удивление хорошими и отметил, что его имеет смысл читать не только из-за ностальгии.